# مومیایی (فیلم ۱۹۵۹)
مومیایی (انگلیسی: The Mummy) فیلمی در ژانر ترسناک و فانتزی به کارگردانی ترنس فیشر است که در سال ۱۹۵۹ منتشر شد. از بازیگران آن می‌توان به پیتر کوشینگ، کریستوفر لی، هارولد گودوین، جیمز کلارک و جان استوارت اشاره کرد.